# Distrugător 1936
Distrugător 1936 este o navă militară de război germană, numărul „1936” este dat după anul în care a fost proiectat vasul, fiind lansat pe apă în anul 1937. Ca și alte nave militare la fel și „Distrugătorul 1936” a transportat refugiați germani din Prusia la sfârșitul celui de al doilea război mondial.